# Govorovo
Govorovo (Russisch: Говорово) is een station aan de Kalininsko-Solntsevskaja-lijn van de Moskouse metro. Het station is onderdeel van de Solntsevskaja-radius die tussen 2013 en 2018 is gebouwd. Het station ligt ten zuiden van de Borovskoje Sjosse in de okroeg novimoskovski vlak bij de grens met Solntsevo. Het station is genoemd naar het gelijknamige dorp. 

## Geschiedenis
Na diverse plannen die sinds 1973 waren voorgelegd voor een metrolijn naar het gebied ten zuidwesten van Moskou, volgde in september 2012 het groene licht voor de bouw van de  Solntsevskaja-radius. Door annexaties in 1984 en 2012 ligt deze nu geheel binnen de poorten van Moskou. Aanvankelijk was het eerste station buiten de MKAD ongeveer 400 meter westelijker gepland en kreeg het de naam Teresjkovo als herinnering aan het dorp dat hier voor 1984 lag. Tijdens de uitwerking van de plannen werd het station naar de huidige plek verplaatst. Op 8 april 2015 wijzigde het stadsbestuur de naam van het station in Govorovo.

## Chronologie
- November 2013 – maart 2014: Onderzoek en bouwrijp maken van het terrein
- April – juni 2014 : Bouwen van de startschacht voor de tunnelboormachines aan de westkant en het aanbrengen van damwanden.
- 28 september 2015: De tunnelboormachine begint met het boren van de 2,2 km lange westelijke tunnelbuis naar Ozjornaja waarvoor acht maanden is uitgetrokken.
- 14 januari 2016: De westelijke tunnelbuis richting Ozjornaja onder de vijver ten oosten van het station is voltooid. Hierbij is een minimum afstand van 3 meter aangehouden tussen de tunnelbuis en de bodem van 5 a 6 meter diepe vijver.
- 5 mei 2016: Start van het boren van de oostelijke tunnelbuis tussen Govorovo en Ozjornaja.
- 17 augustus 2016: De westelijke tunnelbuis naar het noorden voltooid.
- 13 september 2016: Start van het boren van de zuidelijke tunnelbuis richting Solntsevo.
- 11 april 2017: Zuidelijke tunnelbuis tussen Govorovo en Solntsevo voltooid.
- 3 mei 2017: Noordelijke tunnelbuis tussen Govorovo en Solntsevo voltooid.
- 22 maart 2018 : Spoorwanden en plafonds zijn afgewerkt.
- 7 juni 2018: Het ondergrondse deel is klaar voor gebruik.
- 21 juni 2018: Oplevering van de lijn tussen Ramenki en Rasskazovka.
- 30 augustus 2018: Opening van het station als 218e van de Moskouse metro

## Galerij

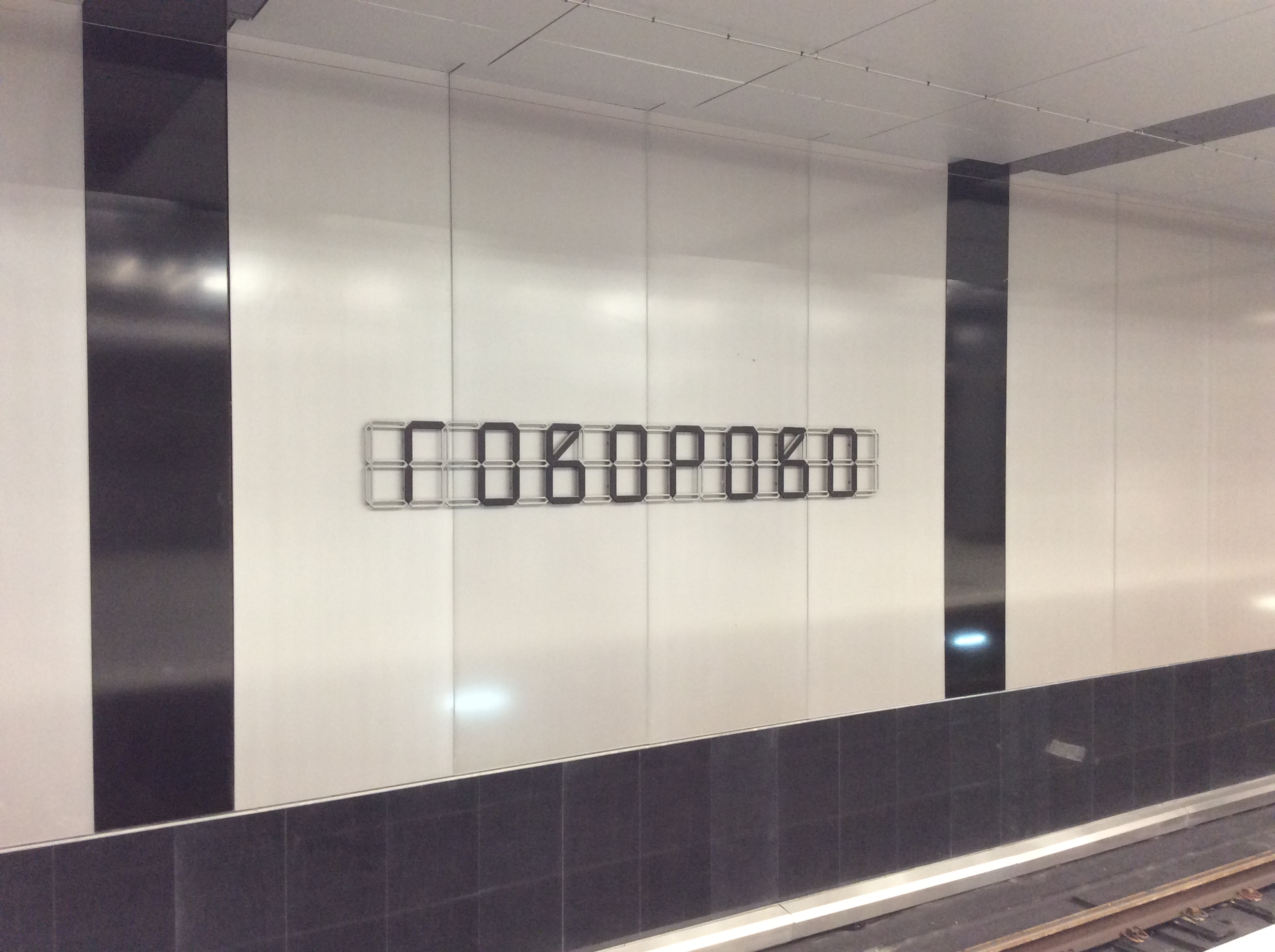
De naam van het station op de tunnelwand
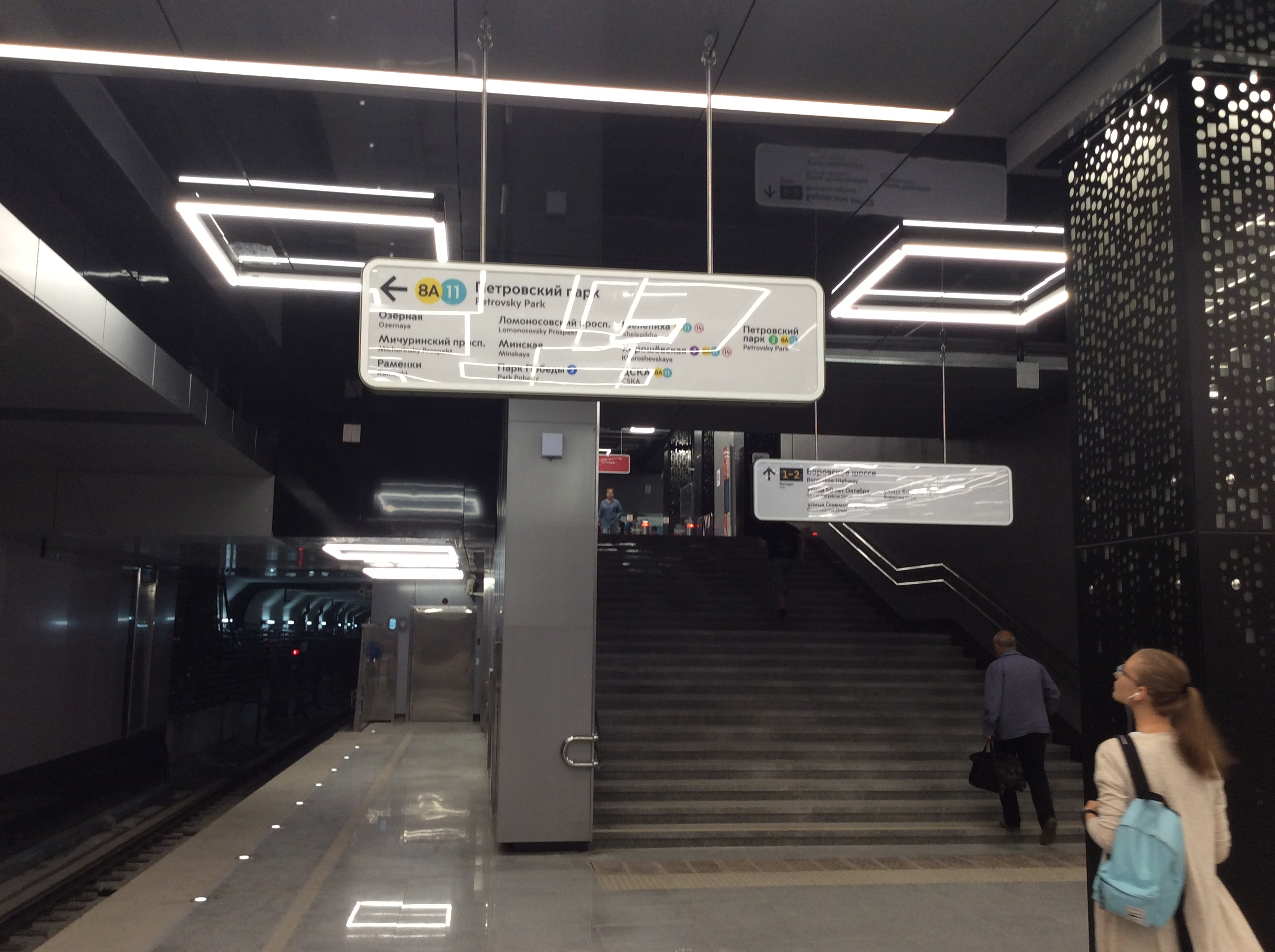
Trap en lift naar de oostelijke verdeelhal
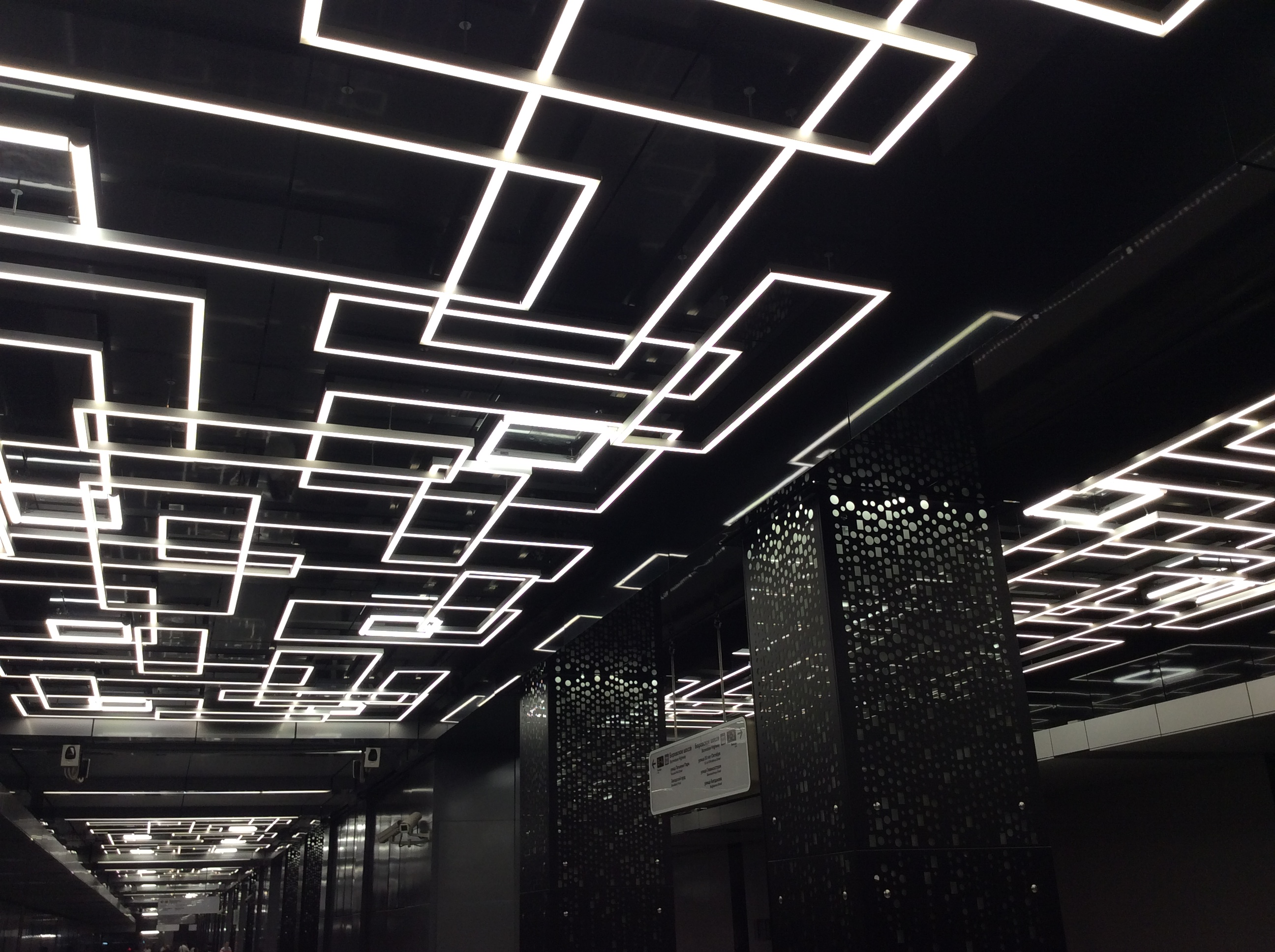
Het plafond met doolhof en de zuilen met druppel motief

## Ligging en inrichting
Het station ligt parallel aan de Borovskoje Sjosse tussen de Straat van 50e verjaardag van de Oktoberrevolutie en de Tatjanaparkstraat. De twee ondergrondse verdeelhallen liggen bij de twee respectievelijke straten. De toegangsgebouwen zijn opgetrokken in stedelijke stijl met een zwart-grijze kleurstelling. De inrichting van het station heeft een modern ontwerp met een belangrijke rol voor de verlichting. Ook ondergronds zijn zwart en grijs de overheersende kleuren aangevuld met geel, wit en violet. Het plafond is zwart en voorzien van lichtbalken in de vorm van een doolhof. De zuilen op het perron dragen bij aan de verlichting door een beplating met gaten die van achteren verlicht worden. Hierdoor zien de reizigers een patroon van lichtgevende druppels. 